# 馬力歐·賽哈斯
馬力歐·賽哈斯（1977年8月28日—）是一名阿根廷划船運動員，曾搭檔米蓋爾·馬尤代表國家參加2012年倫敦奧運的划船男子輕量級雙人雙槳比賽，並未獲得獎牌。